# Fluminense FM
Fluminense FM (oficialmente reconhecida como Rádio Difusora Fluminense FM) foi uma emissora de rádio brasileira sediada na cidade de Niterói, região metropolitana do Rio de Janeiro. Operava no dial FM, na 94.9 MHz.
Pertencia ao Grupo O Fluminense, comandado por Nina Rita Torres e Alexandre Torres, herdeiros do jornalista Alberto Francisco Torres; que pouco antes de falecer havia confiado à sua filha Nina a presidência do Grupo O Fluminense.

## História
A Fluminense FM foi inaugurada em 1972, em Niterói. Na primeira década, transmitiu corridas de cavalo e tinha profissionais vindos da Fluminense Difusora AM.
Em meados de 1981, a direção aceitou a reformulação da rádio, com a entrada da equipe formada pelos radialistas Amaury Santos e Sérgio Vasconcellos, comandados pelo jornalista Luiz Antonio Mello, todos à época beirando os 26/27 anos. De início, Mello seria responsável por apenas um programa, que teria o nome de Rock Alive, mas, apesar de não ter agradado um dos avaliadores, conseguiu não somente ser aprovado, como também se transformar em uma rádio 24 horas dedicada ao rock. Dando oportunidades para bandas novas que surgiam no cenário nacional, entre as quais Os Paralamas do Sucesso, a Fluminense FM, popularmente conhecida como a "Maldita", ajudou a escrever um capítulo importante na história do rock brasileiro.
No dia 1º de março de 1982, às 6 horas, teve início uma mudança radical no meio radiofônico e musical brasileiro: a nova Fluminense FM entrou no ar, no dial 94.9 MHz, com uma locução exclusivamente feminina, sendo a locutora Selma Boiron a responsável pela inauguração da rádio.
A emissora tinha problemas financeiros e, depois de 1985, sofreu a concorrência não só da rádio universitária Estácio FM, como também de rádios pop como Rádio Cidade e Transamérica, que nos anos 80 colocaram inserções de rock na programação, além de alguns programas que imitavam o perfil da Fluminense FM.
Em 1990, a rádio vira rádio pop e permanece assim por um ano. Em 1991, volta para o rock, mas em vez de seguir a linha marcante dos anos 80, preferiu adotar uma influência da MTV que desnorteou muitas emissoras de rádio voltadas ao rock, além de causar a invasão de muitas rádios de pop convencional ou mesmo "populares" no segmento rock, sem ter qualquer identificação natural com o segmento.
Essas rádios, puxadas pela 89 FM de São Paulo, adotavam uma programação que incluiu locução pop e repertório hit-parade de rock, aspectos nem sempre bem vistos pelo público roqueiro. O êxito comercial de várias dessas emissoras fez decair as rádios de rock originais, que tentaram competir com aquelas, influenciadas sobretudo pelo êxito comercial da 89 FM.
Em 30 de setembro de 1994, a Rádio Fluminense FM encerrou sua trajetória como rádio de rock, num irônico trocadilho com a frequência 94.9 (ano 94 e mês 9), dando lugar à primeira afiliada da Jovem Pan 2 FM no Rio de Janeiro, que durou até junho de 2000.
Depois entrou no ar a rádio de pop dançante Jovem Rio, e uma breve experiência da Fluminense FM no rock (depois de uma fase experimental de um ano na Rádio Fluminense), convertida depois no formato pop adulto.
Em meados de 2005 a rádio foi encerrada, após o Grupo Fluminense fechar parceria com o Grupo Bandeirantes de Comunicação para o lançamento da BandNews FM Fluminense. Seu principal âncora, Ricardo Boechat, foi chefe de reportagem de Luiz Antônio Mello - que chegou a ter uma coluna de comentários na rádio noticiosa - e esteve entre as várias pessoas que escreveram comentários para o livro "A Onda Maldita".
Em 2018, a frequência da Fluminense FM foi vendida para a Comunidade Cristã Paz e Vida junto com a Rádio Fluminense, ambas passando a transmitir a programação da Feliz FM.

## Legado
Vários detalhes podem ser conferidos nos livros A Onda Maldita (1992), de Luiz Antonio Mello, e Rádio Fluminense FM: a porta de entrada do rock brasileiro nos anos 80 (2006), de Maria Estrella. Os livros são complementares e contam a história de uma rádio que merece viver sempre na memória dos fluminenses que aproveitaram o melhor dos anos 80.
Em 2007, a diretora e roteirista Tetê Mattos lançou o curta A Maldita, a partir do livro de Luiz Antonio Mello, trazendo pessoas e ouvintes da Fluminense FM contando histórias e lembranças do período do auge entre os anos 1980 até seu final, ainda no começo dos anos 1990. Posteriormente, o curta se tornou um documentário lançado no Festival do Rio em 2019. O documentário estreou no Canal Brasil no dia 14 de julho de 2021, dentro da faixa dedicada ao festival É Tudo Verdade.
Em 2024 estreou o filme Aumenta que É Rock 'n Roll, uma comédia dirigida por Tomas Portella livremente inspirada no pioneirismo da história da rádio no segmento do rock. 